# Barbicambarus cornutus
Barbicambarus cornutus är en kräftdjursart som först beskrevs av Faxon 1884.  Barbicambarus cornutus ingår i släktet Barbicambarus och familjen Cambaridae. IUCN kategoriserar arten globalt som livskraftig. Inga underarter finns listade i Catalogue of Life.